# 4354 Euclides
För andra betydelser, se Euklid (olika betydelser).
4354 Euclides eller 2142 P-L är en asteroid i huvudbältet som upptäcktes den 24 september 1960 av den nederländsk-amerikanske astronomen Tom Gehrels och det nederländska astronomparet Ingrid van Houten-Groeneveld och Cornelis Johannes van Houten vid Palomarobservatoriet. Den är uppkallad efter den grekiske matematikern Euklides.
Asteroiden har en diameter på ungefär 12 kilometer och den tillhör asteroidgruppen Dora.